# Israel Epstein
Israel Epstein (Chinees: 伊斯雷爾·愛潑斯坦 / 伊斯雷尔·爱泼斯坦, Hanyu pinyin Yīsīléi'ěr Àipōsītǎn) (Warschau, 20 april 1915 – Peking, 26 mei 2005) was een genaturaliseerde Chinese journalist en schrijver. Hij was een van de weinige in het buitenland geboren Chinese burgers van niet-Chinese komaf die lid werden van de Communistische Partij van China.

## Jeugd
Israel Epstein werd in 1915 geboren in Warschau, dat in die tijd deel uitmaakte van het Keizerrijk Rusland. Zijn vader werd gevangengezet vanwege het leiden van een arbeidersopstand en zijn moeder werd verbannen naar Siberië. Zijn ouders waren van joodse afkomst.
Na het uitbreken van de Eerste Wereldoorlog werd zijn vader door diens werkgever naar Japan gezonden. Toen het Duitse leger Warschau naderde, vluchtten hij en zijn moeder zijn vader achterna. In 1917 kwamen ze in de Republiek China aan en vestigden zich in 1920 in Tianjin.

## Jaren 30 en 40
Israel Epstein begon op vijftienjarige leeftijd in de journalistiek door te schrijven voor de Peking and Tientsin Times, een Engelstalige krant in Tianjin. Hij versloeg ook het nieuws over de Tweede Chinees-Japanse Oorlog voor United Press en andere westerse persagentschappen. In de herfst van 1938 werd hij lid van de China Defense League, die was opgericht door Soong Ching-ling, de weduwe van Sun Yat-sen, met als doel internationale steun te krijgen voor de Chinese zaak. In 1941 bracht hij een door hemzelf verzonnen bericht over zijn eigen dood in omloop om de Japanners, die hem wilden arresteren, te misleiden. Dit nieuws werd zelfs overgenomen door The New York Times.
Nadat hem gevraagd was een boek van Edgar Snow te beoordelen, raakten beiden bevriend. Snow liet hem ook het toen nog ongepubliceerde Red Star Over China zien, dat een succes zou worden en diverse herdrukken zou beleven. 

## Terugkeer naar China
In 1951 nodigde Soong Ching-ling hem uit terug te keren naar China en de redactie te voeren voor het magazine China Reconstructs, waarvan de naam later veranderde in China Today. Hij bleef redacteur van China Today tot zijn pensionering op 70-jarige leeftijd; daarna werd hij redacteur emeritus.
In 1934 trouwde Epstein met Edith Bihovsky, later Ballin, van wie hij begin jaren 40 scheidde. In 1944 bezocht hij voor het eerst het Verenigd Koninkrijk en later ging hij voor een bezoek van vijf jaar met zijn tweede vrouw Elsie Fairfax-Cholmeley naar de Verenigde Staten. In deze tijd werkte hij voor de Allied Labor News en publiceerde hij zijn boek The Unfinished Revolution in China. Zijn vrouw werd taallerares in China en leverde bijdragen aan een van de meest gebruikte Chinees-Engelse woordenboeken in China. Ze overleed in 1984, waarna Epstein voor de derde maal trouwde, ditmaal met Wan Bi.
In 1957 werd hij Chinees staatsburger en lid van de Communistische Partij van China. Voor en tijdens de Culturele Revolutie, in 1955, 1965 en 1976, bezocht hij de Tibetaanse Autonome Regio, dat in 1950-51 was binnengevallen door het Volksbevrijdingsleger en in 1959 volledig onder Chinees bestuur kwam. Op basis van deze bezoeken schreef hij het boek Tibet Transformed.
Tijdens de Culturele Revolutie werd hij gevangengezet met als aanklacht samenzwering tegen Zhou Enlai. Hij zat van 1968 tot 1973 in eenzame gevangenschap in de gevangenis van Qincheng. Na zijn vrijlating kreeg hij zijn rechten terug en verontschuldigde Zhou zich. Ondanks zijn vijfjarige gevangenschap bleef hij tot aan zijn dood loyaal aan de ideeën van het communisme. In 1983 werd hij gekozen als lid van het adviesorgaan van de politieke volksconferentie.

## Erkenning
Tijdens zijn leven werd hij door verschillende Chinese leiders onderscheiden: door Zhou Enlai, Mao Zedong, Deng Xiaoping, Jiang Zemin en Hu Jintao. Zijn begrafenis op 3 juni 2005 werd bijgewoond door hooggeplaatste Chinese politici, onder wie president Hu Jintao, premier Wen Jiabao en leden van verschillende politieke adviesorganen.

## Kritiek
In het boek History as Propaganda van John Powers uit 2004 wordt Epstein als een van de propagandisten van China genoemd. Volgens Powers is geen ander boek van een westerse schrijver zo pro-Chinees als Epsteins Tibet Transformed. Het zou volgens hem een afspiegeling zijn van de communistische partijlijnen en een soortgelijke retoriek bevatten.
- Bibsys: 11047754
- Bibliothèque nationale de France: cb128203409 (data)
- CiNii: DA04139680
- Gemeinsame Normdatei: 105465178
- International Standard Name Identifier: 0000 0001 0891 7559
- Library of Congress Control Number: n79144933
- Nationale Bibliotheek van Letland: 000223172
- Bibliotheek van het Japanse parlement: 00513102
- Nationale Bibliotheek van Tsjechië: jn20030919015
- Nationale bibliotheek van Australië: 35914960
- Nationale Bibliotheek van Israël: 987007303869305171
- Nederlandse Thesaurus van Auteursnamen: 069962286
- Réseau des bibliothèques de Suisse occidentale: 02-A003219444
- SNAC: w6xr15r3
- Système universitaire de documentation: 106004492
- Trove: 1144067
- Virtual International Authority File: 41968185
- WorldCat: E39PBJxMfHCqhfjDW7xFDmfyVC